# Amphithalea tomentosa
Amphithalea tomentosa är en ärtväxtart som först beskrevs av Carl Peter Thunberg, och fick sitt nu gällande namn av Granby. Amphithalea tomentosa ingår i släktet Amphithalea och familjen ärtväxter. Inga underarter finns listade i Catalogue of Life.